# نادیا لارنس
نادیا لارنس (انگلیسی: Nadia Lawrence؛ زادهٔ ۲۹ نوامبر ۱۹۸۹) بازیکن فوتبال اهل بریتانیا است.
از باشگاه‌هایی که در آن بازی کرده‌است می‌توان به باشگاه ورزشی وستمانایا اشاره کرد.
وی همچنین در تیم ملی فوتبال زنان ولز بازی کرده‌است.